# Puszcza Ladzka
Puszcza Ladzka – kompleks leśny we wschodniej Polsce, pozostałość Puszczy Bielskiej w powiecie hajnowskim, często klasyfikowany jako część Puszczy Białowieskiej.

## Opis
Wyodrębniona z części nieistniejącej Puszczy Bielskiej i początkowo nazywana Puszczą Bartnicką. Obecna, używana od XVII w. nazwa puszczy pochodzi od odległej kilkanaście kilometrów wsi Lady w gminie Czyże, gdzie przed 1570 utworzono folwark, który był siedzibą leśniczego Puszczy Bielskiej, której pozostałością jest Puszcza Ladzka. W folwarku Lady mieścił się dwór zarządzającego tym terenem leśniczego. Spotykana jest czasem pisownia alternatywna: Puszcza Lacka, prawdopodobnie oparta na ludowej etymologii Puszcza Lacka – Puszcza Ruska (por. np. Stok Lacki i Stok Ruski).
W puszczy przeważają drzewostany sosnowe z domieszką świerka, dębu i grabu.
Granica między Puszczą Białowieską a Ladzką ma charakter umowny, na ogół jest określana w okolicach linii drogi wojewódzkiej nr 687 na odcinku Nowosady–Skupowo.